# Chris Costner Sizemore
Chris Costner Sizemore (ur. 4 kwietnia 1927, zm. 24 lipca 2016) – Amerykanka, u której w latach 50. rozpoznano wiele zaburzeń osobowości, znanych obecnie jako zaburzenie dysocjacyjne tożsamości. Jej przypadek został przedstawiony w książce The Three Faces of Eve autorstwa Corbetta H. Thigpena i Hervey'ego M. Cleckleya, nie podając prawdziwych danych kobiety. Na jej podstawie został stworzony film pod tym samym tytułem z Joanne Woodward w roli głównej. Sizemore poinformowała o swojej prawdziwej tożsamości w latach 70.